# 롱안 FC
동떰 롱안 FC(베트남어: Đồng Tâm Long An F.C.)는 베트남 롱안 성의 축구 클럽이다.

## 성적
- V-리그 우승

우승 (2): 2005, 2006
- 베트남 컵 우승

우승 (1): 2005
- 베트남 슈퍼컵 우승

우승 (1): 2006

## 선수 명단

### 현역
- 응우옌 타이 록(2014 ~ 2019, 2023 ~ )
- 팜 트룽 호아(2023 ~ )

## 역대 감독
| 감독        | 임기 |
| ----------- | ---- |
| 응우옌 안둑 | 2023 |